# Lange Gasse 23 (Quedlinburg)

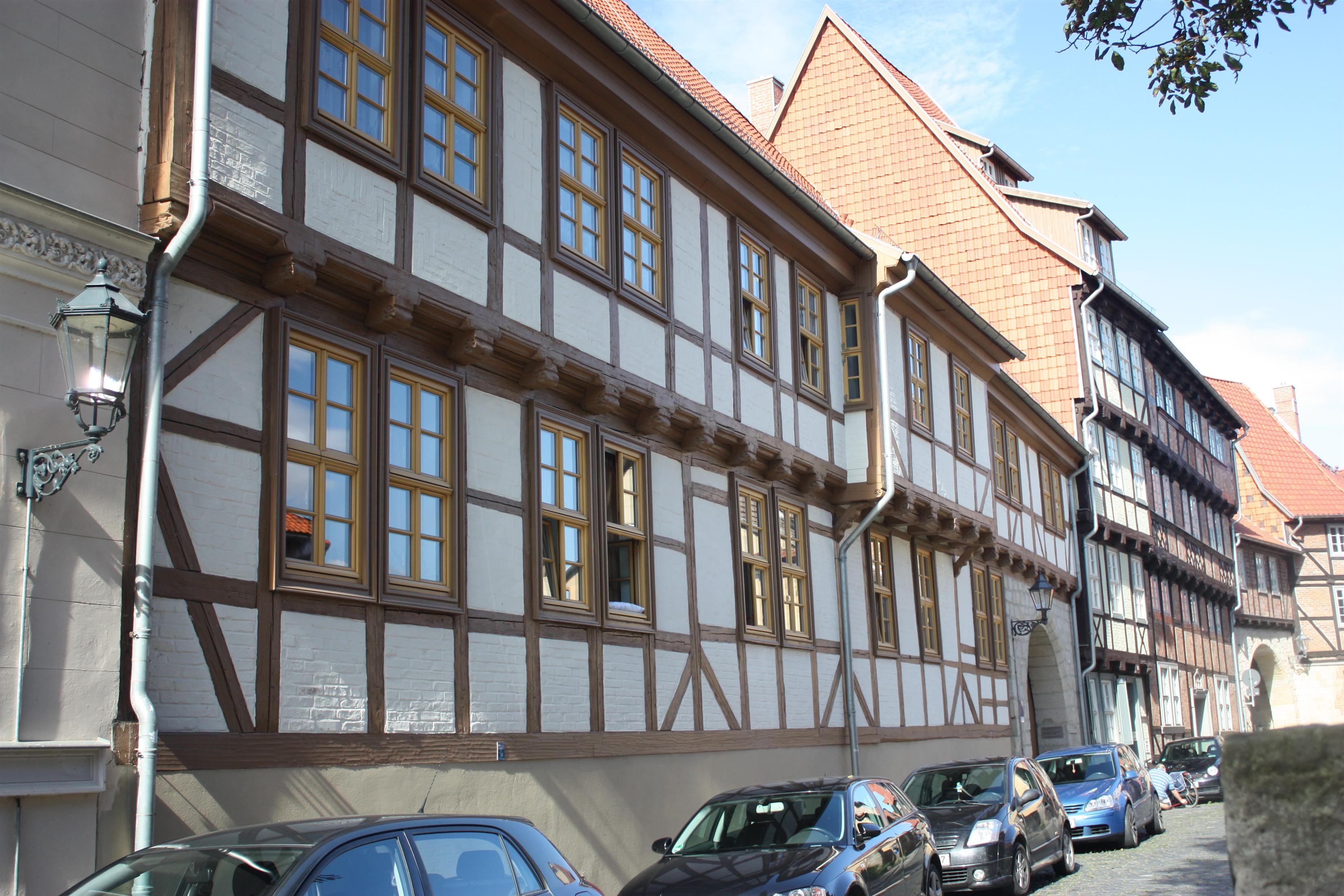
Haus Lange Gasse 23

Das Haus Lange Gasse 23 ist ein denkmalgeschütztes Gebäude in Quedlinburg in Sachsen-Anhalt.

## Lage
Das im Quedlinburger Denkmalverzeichnis als Wohnhaus eingetragene Gebäude befindet sich im Quedlinburger Stadtteil Westendorf. Es gehört zum UNESCO-Weltkulturerbe. Östlich grenzt das gleichfalls denkmalgeschützte Haus Lange Gasse 22, westlich das höher aufragende Haus Lange Gasse 24 an.

## Architektur und Geschichte
Straßenseitig wird die große Hofanlage von einem langen zweigeschossigen Fachwerkhaus geprägt. Am Westende dieses Wohnhauses befindet sich eine gemauerte Hofeinfahrt. Oberhalb des Rundbogens der Einfahrt ist eine Steintafel mit der Datierung 1648 angebracht. Der Heimatforscher Adolf Brinkmann gab eine das Jahr 1623 benennende Bauinschrift an. Die Gestaltung des Hauses zeigt noch einen deutlichen Einfluss der Renaissance. Als Zierelemente des Fachwerks zeigen sich Zylinderbalkenköpfe, Fußstreben sowie Schiffskehlen an der Stockschwelle. Das obere Geschoss verfügt über einen Erker. Die Gefache sind mit Ziegeln ausgemauert.
Im Gebäude befindet sich eine im Jahr 1665 um eine hölzerne Spindel gebaute Wendeltreppe mit 65 Stufen.
Auf dem Hof steht ein ebenfalls aus dem 17. Jahrhundert stammender Wirtschaftsbau in Geschossbauweise mit Überblattungen.